# 维拉纳国际机场

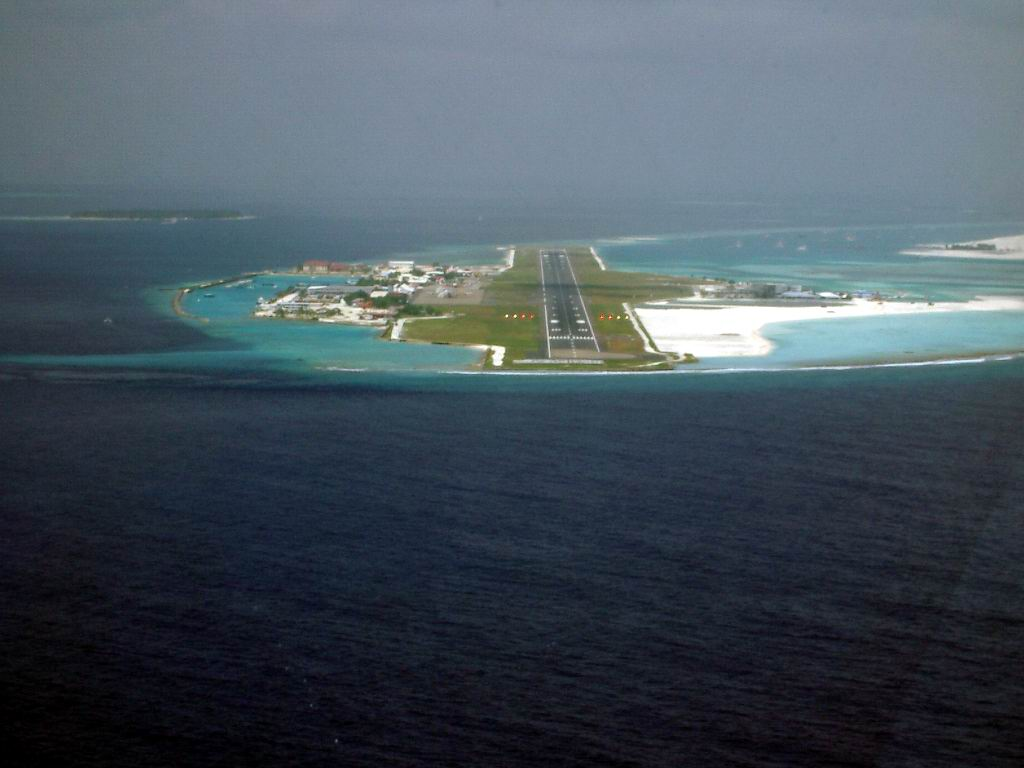
馬累國際機場

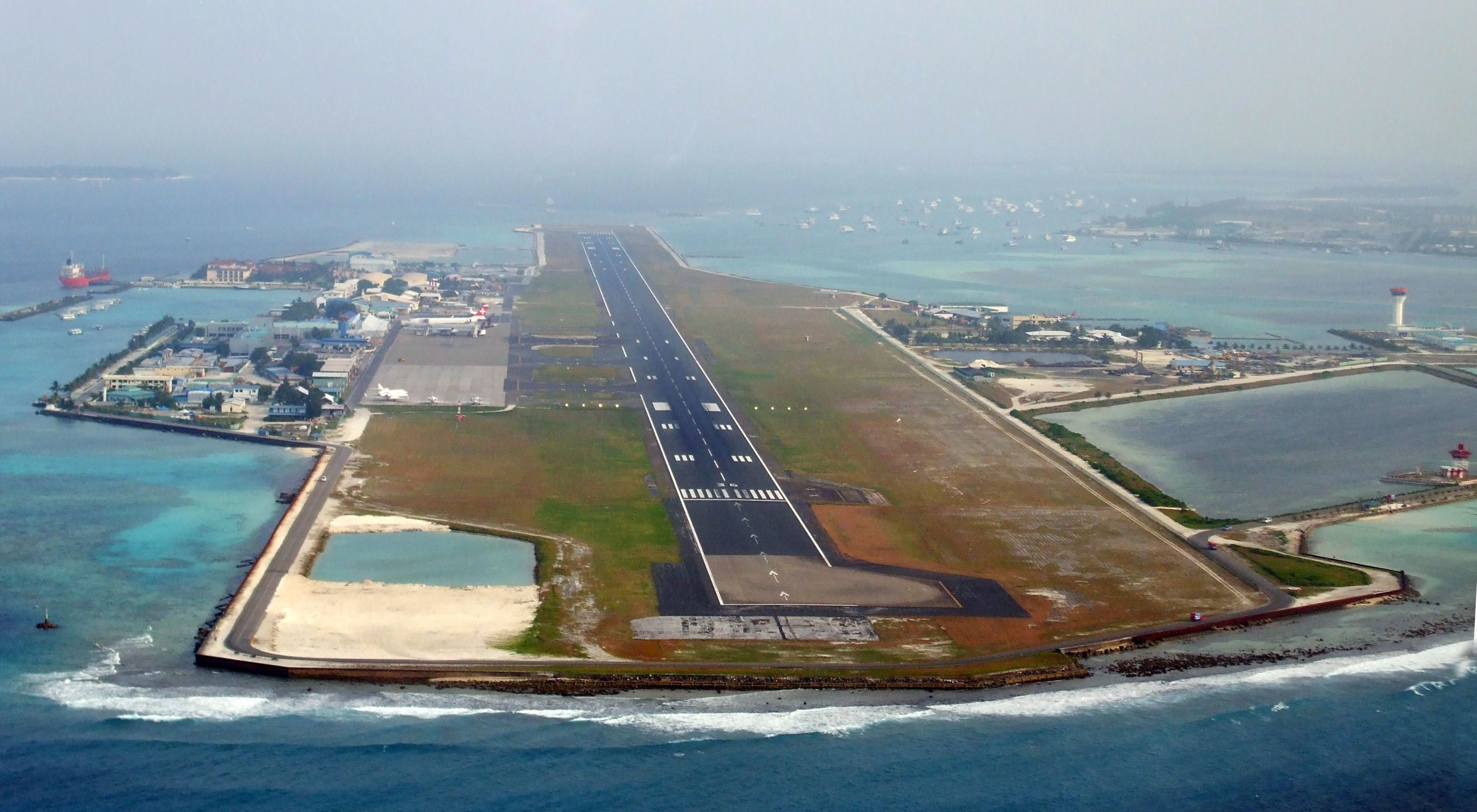
馬累國際機場

韋拉納國際機場，前稱馬累國際機場、易卜拉欣‧納西爾國際機場，是马尔代夫的一个国际机场，位于马累岛东北部2千米处的瑚湖尔岛上，是进入马尔代夫的大门。1981年11月11日，韋拉納国际机场在马尔代夫总统穆蒙·阿卜杜勒·加尧姆的主持下举行开幕典礼。韋拉納国际机场在马尔代夫的旅游业中发挥了重要作用。
韋拉納国际机场现行可用的设备包括银行，药房，免税商店，换汇处，餐馆和邮局。韋拉納国际机场对旅客提供急救和行李寄存的服务。随着马尔代夫旅游观光事业的复苏和发展，每周有来自于全世界16个国际机场的50架航班和包机在韋拉納国际机场降落。另外，韋拉納国际机场也提供水上飞机传送服务。
2011年7月26日，馬累國際機場正式改名為易卜拉欣‧納西爾國際機場，以誌倡議興建該機場及推動馬爾代夫獨立的前總統易卜拉欣·納西爾。
2017年，機場再度易名為韋拉納國際機場，以易卜拉欣‧納西爾的家族名稱命名。

## 歷史

### 瑚湖爾機場
馬爾代夫首都馬累的聯外機場始於瑚湖爾島的一小片狹長地帶，於1960年10月19日建成。瑚湖爾島上興建的第一條跑道由開槽鋼板製成。跑道全長75英尺 × 3,000英尺（23米 × 914米）。首班抵達機場的航班是一架新西蘭皇家空軍的布里斯托爾貨運者NZ5906，於1960年10月19日13時55分降落。首班商業航班則為錫蘭航空（阿弗羅748；4R-ACJ），於1962年4月10日15時50分降落。而首班降落的由馬爾代夫擁有的飛機則於1974年10月9日降落。
1964年5月，馬爾代夫政府開始興建一條全新的柏油跑道。當時為了加快興建速度，馬累的四個區就興建新跑道而比賽募捐，最快達致1,000 馬爾代夫拉菲亞者勝出。第一天就有108名志願者報名參與工程，捐款額達到了1,563.08拉菲亞。新的跑道於1966年4月12日16時由時任馬爾代夫總統易卜拉欣·納西爾宣佈啟用。

### 升格為國際機場
馬爾代夫於1972年旅遊大爆發，急需興建國際標準機場以便國際旅客進入馬爾代夫。於是1981年11月11日，機場更名為「馬累國際機場」。
1994年1月1日，馬爾代夫機場有限公司成立，以營運和管理馬累國際機場。該公司由馬爾代夫總統委任的董事局管理。
2011年7月26日，馬累國際機場更名為易卜拉欣·納西爾國際機場，以紀念機場的建設立者，馬爾代夫第二任總統易卜拉欣·納西爾。
2017年1月1日，機場再改名為韋拉納國際機場，該名稱是易卜拉欣·納西爾的家族姓氏。

## 航空公司及航点

### 國內線
| 航空公司         | 目的地                                                                        |
| ---------------- | ----------------------------------------------------------------------------- |
| 马尔代夫国家航空 | 達拉凡度、福阿穆拉、甘島、哈霓瑪阿都、库达胡瓦杜、佳特土、Kooddoo、蒂马拉夫斯 |
| 別墅航空         | 達拉凡度、福阿穆拉、甘島、库达胡瓦杜、Kooddoo、馬米基里                       |
| 美佳航空         | 甘島                                                                          |

### 國際線
| 航空公司         | 目的地 |
| ---------------- | --- |
| 馬爾地夫國家航空 | 曼谷-蘇凡纳布、清奈、達卡、特里凡得琅 包機：長沙、重慶、南京、武漢、杭州 季節性：上海/浦東、北京/首都、西安、成都/天府 |
| BeOnd航空        | 慕尼黑、米蘭、利雅得、蘇黎世                                                                                           |
| 印度航空         | 班加羅爾、清奈、特里凡得琅                                                                                             |
| 香料航空         | 柯枝、特里凡得琅 |
| 靛藍航空         | 可倫坡、柯枝、孟買 |
| 斯里蘭卡航空     | 可倫坡、東京-成田 |
| 曼谷航空(PG)     | 曼谷-蘇凡纳布 |
| 泰國亞洲航空(FD) | 泰國-廊曼 |
| 亞洲航空(AK)     | 吉隆坡 |
| 馬來西亞航空(MH) | 吉隆坡 |
| 新加坡航空(SQ)   | 新加坡 |
| 香港航空(HX)     | 季節性：香港 |
| 上海航空(FM)     | 季節性：上海/浦東 |
| 海南航空(HU)     | 季節性：北京/首都 |
| 中國東方航空(MU) | 可倫坡、昆明、上海-浦東                                                                                                |
| 廈門航空(MF)     | 季节性：廈門 |
| 中國南方航空(CZ) | 可倫坡、重慶 |
| 重慶航空(OQ)     | 可倫坡、重慶 |
| 四川航空         | 成都 |
| 首都航空         | 北京/大興 |
| 大韓航空(KE)     | 可倫坡、首爾/仁川 |
| 阿聯酋航空(EK)   | 可倫坡、杜拜 |
| 阿提哈德航空(EY) | 阿布達比 |
| 杜拜航空         | 可倫坡、杜拜 |
| 卡達航空(QR)     | 多哈 |
| 阿曼航空         | 馬斯喀特 |
| 沙烏地阿拉伯航空 | 吉達 |
| 海灣航空         | 巴林、可倫坡 |
| 土耳其航空(TK)   | 伊斯坦堡1 |
| 俄羅斯航空(SU)   | 莫斯科/謝列梅捷沃 |
| 英國航空(BA)     | 季節性：倫敦-希斯路 |
| 漢莎航空         | 季節性：法蘭克福 |
| 神鷹航空         | 法蘭克福 |
| 法國航空(AF)     | 季節性：可倫坡、巴黎/戴高樂                                                                                            |
| 意大利航空       | 季節性：羅馬/法林明高                                                                                                  |
| 奧地利航空       | 季節性：維也納 |
| 雪絨花航空       | 季節性：蘇黎世 |
| 西班牙航空       | 季節性： 馬德里 |

1航班由伊斯坦堡經馬累前往可倫坡，但由於土耳其航空並未獲得第五航權，無法於可倫坡至馬累之間載客。

## 机场数据
直至2013年3月, 每周运营32班航班的斯里兰卡航空 是该机场最繁忙的外国航空公司。而斯里兰卡的科伦坡-班达拉奈克国际机场 则是该机场最繁忙的航点。斯里兰卡航空、英国航空、阿联酋航空以及大韩航空提供每日10班航班往返于斯里兰卡和马尔代夫。

## 事件和事故
- 1995年10月18日，一架马尔代夫航空（现已停运）的尼尔228型小型客机在降落时突然向右转向，冲出跑道撞上海边防波堤。涉事飞机在事后退役。[9]

- 1996年8月15日，一架由Trans Maldivian航空（英语：Trans Maldivian Airways）旗下Hummingbird直升机公司运营的米-8直升机在起飞之后由于液压失灵导致飞机失控。机上4名乘客受轻伤。

- 2004年5月17日，一架由Trans Maldivian航空（英语：Trans Maldivian Airways）运营的DHC-6型直升机在起飞越过该机场的水上飞机运营区时发生故障，撞上18跑道的防波堤。飞行员和1名乘客受重伤。涉事直升机在事后退役。